# 367
367（三百六十七、さんびゃくろくじゅうなな）は自然数、また整数において、366の次で368の前の数である。

## 性質
- 367は73番目の素数である。1つ前は359、次は373。
  - 約数の和は368。
- 21番目のスーパー素数である。1つ前は353、次は401。
- 367 = 367 + 0 × i (iは虚数単位)
  - a + 0 × i (a > 0) で表される38番目のガウス素数である。1つ前は359、次は379。
- 36…67 の形の最小の素数である。次は3666666666667。ただし挟まれた数は無くてもいいとすると最小は37。(オンライン整数列大辞典の数列 A101840)
- 末尾の2桁が67の3番目の素数である。1つ前は167、次は467。(オンライン整数列大辞典の数列 A244773)
- 各位の和が16になる15番目の数である。1つ前は358、次は376。
  - 各位の和が16になる数で素数になる5番目の数である。1つ前は349、次は439。(オンライン整数列大辞典の数列 A106757)
- 各位の立方和が586になる最小の数である。次は376。(オンライン整数列大辞典の数列 A055012)
  - 各位の立方和が n になる最小の数である。1つ前の585は1248、次の587は1367。(オンライン整数列大辞典の数列 A165370)
- 1/367 は循環節の長さが366の循環小数になる。
  - 逆数が循環小数になる数で循環節が366になる最小の数である。次は734。
  - 循環節が n − 1 である巡回数を作る26番目の素数である。1つ前は337、次は379。
  - 循環節が n になる最小の数である。1つ前の365は499024823519、次の367は3671。(オンライン整数列大辞典の数列 A003060)
- 367 = 23 + 23 + 23 + 73
  - 4つの正の数の立方数の和で表せる84番目の数である。1つ前は360、次は369。(オンライン整数列大辞典の数列 A003327)

## その他 367 に関連すること
- 日本で一番長い川である信濃川の全長は、367kmである[1]。
- 伊号第三六七潜水艦は、大日本帝国海軍の潜水艦。
- ラムソン (USS Lamson, DD-367) は、アメリカ海軍の駆逐艦。
- フレンチ (USS French, DE-367) は、アメリカ海軍の護衛駆逐艦。
- アイスフィッシュ (USS Icefish, SS-367) は、アメリカ海軍の潜水艦。
- 367日は、2009年9月28日にリリースしたBaechigiのシングル。